# Mark Visser
Mark Visser (Rotterdam, 16 oktober 1981) is een Nederlands journalist bij de NOS.

## Carrière
Mark Visser studeerde rechten aan de Erasmus Universiteit in Rotterdam. Tijdens die studie las hij het nieuws bij Sky Radio en later ook bij Omroep West. 
In 2007 begon hij als nieuwslezer op de radio bij de NOS. Niet veel later begon hij ook als invalpresentator van het Radio 1 Journaal.  
Sinds het voorjaar van 2016 presenteert Visser ook het NOS Journaal op televisie. Visser begon met het presenteren van de ochtend- en middagjournaals; sinds 2017 presenteert hij het journaal van zes uur, het programma Nieuwsuur en het late journaal. 

Op de NPO Radio 1 presenteert hij geregeld het NOS Radio 1 Journaal en Nieuws en Co. 